# 바하마 항공
바하마 항공(영어: Bahamasair)은 바하마의 항공 회사이자 라틴아메리카의 항공사로 허브 공항은 린든 핀들링 국제공항이 있다.

## 역사
이 항공사의 설립된 배경은 1970년에 영국항공이 바하마 노선 취항을 중지했다. 이로 인해 바하마 정부는 플라밍고 항공(영어: Flamingo Airlines)과 아웃 아일랜드 항공(영어: Out Island Airways)을 인수하여 1973년 6월에 설립하였다. 설립 당시 취악한 문제로 인해 어려움을 겪었으나 이후 보잉 737 도입과 동시에 1972년에 미국 플로리다주 탬파에 최초로 취항한데 이어 1973년에 플로리다주 도시에 취항을 했다. 1980년대에 미국 북동부 지역에 취항을 했으나 수익성 문제로 인해 1989년에 운항을 중지시켰다. 1989년에 보잉 727 기종을 도입과 동시에 승무원도 정식 유니폼을 입기 시작했다. 2010년에 보잉 737-200 기종을 대체하기 위해 봄바디어 대쉬 Q 300 기종을 도입했다.

## 운항 노선
- 2012년 7월 기준으로 바하마 항공은 다음과 같은 노선을 운항하고 있다.

## 보유 기종
- 2012년 7월 기준으로 바하마 항공은 다음과 같은 기종을 보유하고 있으며 평균 기령은 21년이다.[2]